# پاتریس آباندا
پاتریس آباندا (فرانسوی: Patrice Abanda‎؛ زادهٔ ۳ اوت ۱۹۷۸) بازیکن سابق فوتبال اهل کامرون است.
از باشگاه‌هایی که در آن بازی کرده‌است می‌توان به باشگاه فوتبال تپلیس، باشگاه فوتبال اسپارتا پراگ و باشگاه فوتبال پائوک اشاره کرد.